# Byflaten
Byflaten är en tätort i Ringsakers kommun i Innlandet fylke i sydöstra Norge. Orten ligger där fylkesväg 1780 möter fylkesväg 1684 och fylkesväg 1712, nordväst om staden Brumunddal. Väster om tätorten finns Veldre kyrka.